# Jean-Charles Chenu
Jean-Charles Chenu (1808–1879) era un metge i zoòleg francès, conegut pels seus estudis de malacologia i mastologia. Va ser el conservador de la col·lecció de Benjamin Delessert.
Obra destacada
- Le conchyliologiste universel, ou, Figures des coquilles jusqu'à présent inconnues recueillies en divers voyages a la mer du sud depuis l'année 1764 (1845)[3]
- Encyclopédie d'histoire naturellle ou traité complet de cette science… d'après les travaux des naturalistes les plus éminents[4]
- Ornithologie du chasseur : histoire naturelle, moeurs, habitudes, chasse des oiseaux (1870)[5]